# 吴氏世科坊

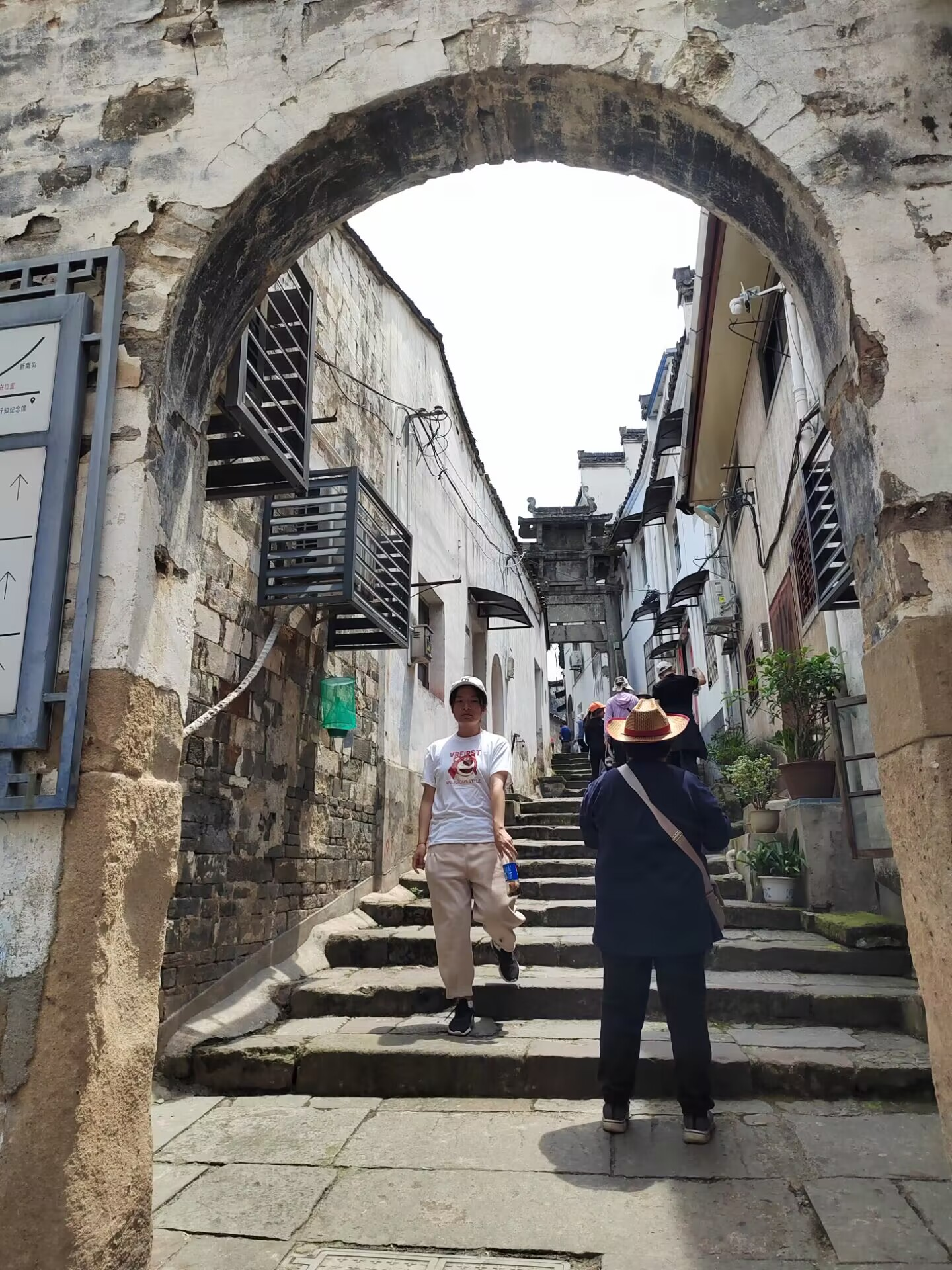

吴氏世科坊位于安徽省黄山市歙县徽城镇中山巷1号门前，横跨街巷，已列为歙县文物保护单位。
吴氏世科坊是一座功名坊，建于清雍正十一年（1733年），高7米多，麻石砌筑，无花纹雕饰。这座牌坊用以表彰歙县城内吴国仕家族人文辈出，匾额上面铭刻着自明永乐年间至清乾隆年间的四百年中，吴氏家族在历代科举中考中进士和举人的15位子弟姓名，以及“恩荣”、“世科”字样。